# Mikkel Bjørn
Mikkel Bjørn Sørensen, född 19 oktober 1995, är en dansk politiker och lärare som sedan januari 2023 är ledamot av Folketinget för Dansk Folkeparti (DF). 

## Politisk karriär
År 2016 blev han medlem av partiet Nya Borgerliga (NB) och var från 2016 till 2021 den första nationella ordföranden för ungdomssektionen. Vid folketingssvalet i november 2022 valdes han in som ledamot för NB men lämnade partiet i januari 2023 för att representera DF. Innan sin politiska karriär undervisade han i historia, danska, samhällskunskap och kristendom danska folkskolan.

## Privatliv
Mikkel Bjørn föddes den 19 oktober 1995 i Rårup, en by i Hedensteds kommun i närheten av Juelsminde och Horsens. Han gick på As Friskole och tog  studentexamen från Horsens Statsskole 2014. Efter uppväxten i Rårup  flyttade Bjørn till Jelling 2016 för att studera vid Jelling Seminarium, där han avlade lärarexamen 2020. I en intervju med Berlingske 2023 sa Bjørn att han såg tillbaka på sin barndom med stor nostalgi och tackade sina föräldrar för att de "uppfostrat mig och min bror – och gett oss otaliga goda upplevelser under vår uppväxt".
Enligt lokaltidningen Fyens Stiftstidende bodde Mikkel Bjørn i april 2022 med sin flickvän i Randers på Jylland. Bjørn sade under valrörelsen 2022 att han ville  flytta från Randers till Fyn om han valdes in i Folketinget. Efter valet flyttade han sålunda  till Nyborg på östra sidan av Fyn.

## Ungdomspolitik

### Konservativ Ungdom
2014 blev Mikkel Bjørn medlem i Konservativ Ungdom (KU), ungdomsflygeln för Konservative Folkeparti (KF), där han blev lokal ordförande för KU Vejle.
Måndagen den 21 mars 2016 rapporterade nyhetsmedier om ökad splittring inom organisationen beroende på uteslutning av vissa medlemmar inför landsrådet som hölls under helgen. Den nyvalde KU-ordföranden Andreas Weidinger, som själv blivit utesluten från sin lokala KU-förening för att ha ställt sig bakom uteslutningarna, uppgav att de berodde på att medlemmarna hade "kampanjat för andra partier" samt hård retorik.
Samma dag publicerade Bjørn en artikel i Årsskriftet Critique, där han uppgav att han var bland de tre aktuella ledamöterna och presenterade sin förklaring; enligt Bjørn berodde uteslutningarna på att han i en omröstning på ett internt medlemsforum hade antytt att han tycker om att rösta på ett annat parti än KF, vilket hade tolkats som  en kampanj av KU:s forretningsudvalg. Efter Bjørns val till Folketinget 2022 rapporterades den hårda retoriken främst ha gällt uttalanden om den europeiska migrantkrisen 2015.

### Nya Borgerligas Ungdom
I oktober 2016 valdes Mikkel Bjørn till Nya Borgerligas Ungdoms (NBU) förste ordförande. Under sin tid som ungdomsledare ledde han sin organisation genom tre så kallade skolval 2017, 2019 och 2021 där NB fick 1,4 %, 1,5 % respektive 3,6 % av rösterna. Från 2016 till 2022 ingick han i NB:s nationella nämnd (hovedbestyrelse).
I lokalvalet 2017 kandiderade Bjørn för Nya Borgerliga i Vejle kommun, där han fick 33 personröster. Partiet fick ett mandat i Hillerød. Vid NB:s första folketingsval i juni 2019 fick Bjørn 46 personröster som kandidat i Sydjylland, medan Pernille Vermund vann den enda NB-platsen i valkretsen som ett av fyra NB-mandat i hela landet. Efter en dokumentär från 2020 av TV 2 om sexistiska kulturer inom danska ungdomspartier, avvisade Mikkel Bjørn, som den enda ungdomspartiledaren, förekomsten av sådana frågeställningar inom sin organisation. I oktober 2021 efterträddes han som ungdomsledare av Malte Larsen.

## Politisk karriär

### Nya Borgerliga
I april 2022 utsågs Mikkel Bjørn till Nya Borgerligas huvudkandidat på Fyn inför det kommande folketingsvalet. I en intervju med den danska herrtidningen Euroman under valrörelsen förklarade Bjørn att han 2019, till skillnad från den här gången, hade kandiderat utan ambition att bli vald, efter att ha varit upptagen med att skriva sin bachelor (kandidatexamen). Vid folketingsdagsvalet 2022 valdes Mikkel Bjørn till ledamot av Folketinget med 888 personröster som en av sex riksdagsledamöter för Nya Borgerliga. Från han valdes in i Folketinget till han lämnade partiet var han vice ordförande för Nya Borgerligas riksdagsgrupp. Den 5 januari blev han ordförande i Indfødsretsudvalget, och kommenterade det med:
| ” | "Selvfølgelig vil jeg kulegrave alle de erfaringer, vi har, når jeg skal give et statsborgerskab, fordi jeg ser statsborgerskabet som en investering, vi folkevalgte kan foretage på danskernes vegne [...] Derfor synes jeg, vi er nødt til at have en formodning og forventning om, at når vi giver statsborgerskabet, så er det til gavn for Danmark og vores samfund som helhed". | „ |

Efter att Nya Borgerligas ordförande  Pernille Vermund den 10 januari 2023 meddelat sin avgång, spådde flera politiska kommentatorer att Mikkel Bjørn och Lars Boje Mathiesen skulle bli de två huvudtävlande i det kommande ledarskapsvalet, även om ingen av dem hade meddelat sin intention/avsikt att ställde upp. Vid ett extra ordinarie möte i partiets riksutskott (hovedbestyrelse) den 17 januari beslutades att den nya partiledaren skulle väljas på ett extra årsmöte den 7 februari. Samtidigt tillkännagav Boje sin kandidatur. Övriga kandidater skulle meddela sin kandidatur senast den 24 januari.

### Dansk Folkeparti
Den 24 januari 2023 lämnade Mikkel Bjørn Nya Borgerliga och gick med i Dansk Folkeparti, med hänvisning till intern oenighet med Boje och bristande tro på hans ledarförmåga. Dessutom hävdade han att han hade hotats med uteslutning om han inte inom två timmar uttryckte sitt stöd till Bojes kandidatur.
Ordförande för DF, Morten Messerschmidt, hälsade honom välkommen och sade att "Mikkel Bjørn är en excellent och konservativt nationellt förankrad politiker som har Gud, kung och fosterland tatuerad rakt in i sitt hjärta". Samma dag lämnade också NBU-ordförande Malte Larsen och vice ordförande Mitchel Oliver partiet  och blev medlemmar i DF under februari. Boje, som valdes till ordförande för Nye Borgerlige i februari, avsattes som ledare och uteslöts från partiet en månad senare. I anslutning till detta sade Mikkel Bjørn att han ville stanna i DF.
Tre dagar efter sitt utträde fick Bjørn, som fortsatt var ordförande i Indfödsretsudvalget, sin första fråga om inom vilka områden han representerar DF i Folketinget. Det handlade om kultur, media, kyrkliga frågor, jämställdhet, nordiskt samarbete och indfödselsret. Bjørn beskrev områdena som "enormt spännande" och "nära mitt hjärta". Den 6 februari anslöt sig också den tidigare Nya Borgerliga folketingssledamoten Mette Thiesen till DF, efter att ha varit partilös sedan november 2022.

## Åsikter
Mikkel Bjørn har karakteriserats som starkt nationalkonservativ av analytiker före, under och efter hans slutliga utträde ur NB, och identifierat honom som motpol till Lars Bojes liberala fraktion. Inom KU tillhörde han Hvid Fløj, den nationalkonservativa sektionen.
Bjørn har efterlyst minskad politisk inblandning i den evangelisk-lutherska Folkkyrkan. Han stöder kyrkans konstitutionella status som den officiella kyrkan i Kungariket Danmark och har efterlyst ökat fokus på kyrkan i religionsundervisningen.  Bjørn har framställt modern feminism som "en cancertumör i samhället", och kritiserat  drag queen-shows inför   barn som sexualiserande. Han beskriver sig själv som rojalist och stöder att Danmark lämnar den Europeiska unionen.
Mikkel Bjørn nämnde i april 2023 sin politiska beundran för de tidigare DF-politikerna Søren Krarup och Jesper Langballe samt den engelske filosofen Roger Scruton. Vid samma tillfälle svarade han på frågan om vad han skulle ändra på om han bara fick ändra en sak i det danska samhället. Hans svar var: "Mildra konsekvenserna av den liberala immigrationslagen från 1983. Många dåliga saker har hänt i kölvattnet av den lagen. Terror, parallella samhällen, social kontroll, kulturella upplösningstendenser, relativt hög brottslighet och så vidare".